# Eugène Lepoittevin
Ne doit pas être confondu avec Louis Le Poittevin.
Pour les articles homonymes, voir Le Poittevin.
Eugène Le Poittevin ou Lepoitevin ou Lepoittevin, pseudonyme d'Eugène Modeste Edmond Poidevin, né le 31 juillet 1806 à Paris et mort le 6 août 1870 dans la même ville, est un peintre, lithographe, illustrateur et caricaturiste français.

## Biographie

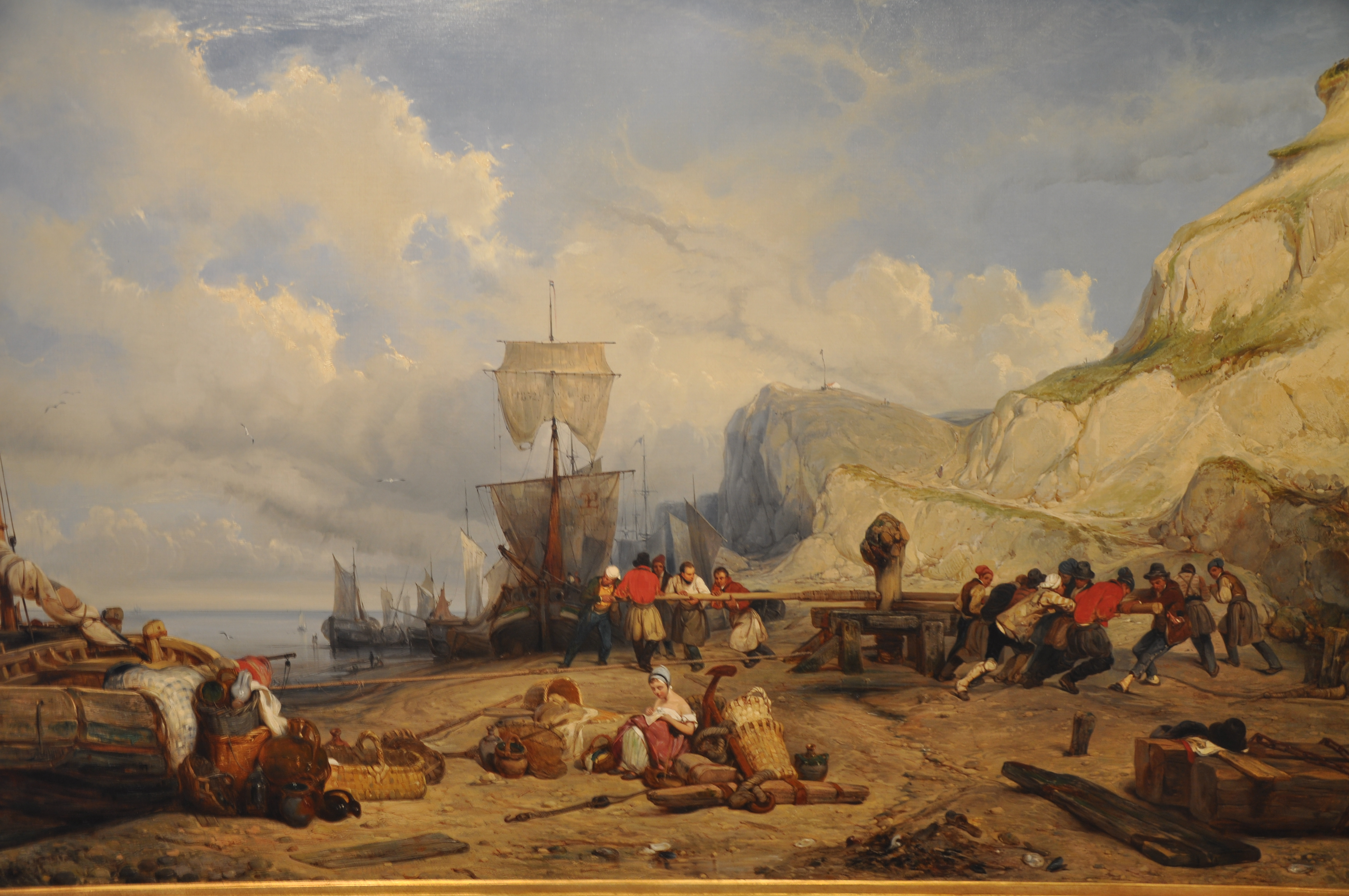
Pêcheur hâlant un bateau à terre, vue prise à Port-en-Bessin (1832, détail), Saint-Vaast-la-Hougue, musée maritime de l'Île Tatihou.

Eugène Modeste Edmond Poidevin est né à Paris, dans le 1er arrondissement, au 8 rue de Ventadour au domicile parental. Son père, Nicolas Jean Baptiste Modeste Poidevin, d'origine rouennaise, est ébéniste et aide garde-meuble tapissier, puis chef ébéniste au château de Versailles, Versailles où la famille s'installe. Élève médiocre et artiste dans l'âme, Eugène Le Poittevin devient l'élève d'un peintre local Ledoux. À 15 ans, pour prouver sa vocation à son père qui s'y oppose, il réalise la copie au château de Versailles du tableau Le Sac de la Ville de Nicolas Antoine Taunay. La copie fait sensation dans la ville de Versailles, la duchesse de Berry octroie au jeune homme une pension de 500 francs sur la cassette du roi Louis XVIII. Il fréquente peu de temps l'atelier de Xavier Leprince ; ce dernier eut une carrière courte puisque le public ne vit de l'artiste qu'une vingtaine de peintures qu'il présenta lors des Salons de 1819, de 1822 et de 1824. Le Poittevin lui aurait néanmoins emprunté son goût pour les scènes anecdotiques et pittoresques. Sous l'influence de Leprince, Eugène Le Poittevin voyage en Normandie, Bretagne, Landes, Italie, Belgique, Pays-Bas, Allemagne et Angleterre (Londres).
En 1826, alors que Xavier Leprince meurt, Le Poittevin parvient à être admis à l'École des beaux-arts de Paris, dans l'atelier de Louis Hersent chez qui se formèrent aussi Karl Girardet et Augustin Pajou. Par deux fois, il s’essaie sans succès au concours du Grand Prix de Rome.
Il s'installe dans l'atelier de son maître Leprince après le décès de celui-ci et participe au Salon avec trois œuvres sous le nom de Potdevin, avec succès.
Son père change de nom et se fait appeler Le Poittevin, et est nommé au château des Rohan près de Strasbourg. En 1829, Eugène Le Poittevin obtient le second prix au concours du grand prix de Rome, jugé trop jeune pour le premier prix. Son maître Hersent lui recommande le travail d'après nature. Il expose avec succès aux Salons de 1831 jusqu'à sa mort en 1870.

### Les débuts aux Salons
À la mort prématurée de Leprince en décembre 1826, Le Poittevin aurait achevé l'une des grandes compositions qu'il projetait d'exhiber au Salon de 1827 : une vue de son atelier commencée l'année passée. Le Poittevin aurait ainsi achevé ce tableau en réalisant 11 des 36 portraits présents dans cette composition. Tandis que la toile est présentée au Salon de 1827 sous le titre Intérieur de l'atelier de feu Leprince, le livret du Salon révèle l'implication du jeune peintre Le Poittevin désigné sous le nom d'Eugène Potdevin. Il s'agit là de la première participation de Le Poittevin au Salon. Lors de ce même Salon il présenta trois œuvres de lui : Des Moissonneurs (qui fut acquis par la duchesse de Berry pour être exposé dans sa galerie), Une porte de ferme et Vue prise entre Saint-Germain et Versailles. Ce dernier tableau fut acquis par le collectionneur Du Sommerard qui acheta aussi l'Intérieur de l'atelier de feu Leprince achevé par Le Poittevin.
La seconde exposition de ses tableaux au Salon de 1831 constitue son premier coup d’éclat. Il s’y présenta cette fois sous le nom de Lepoittevin et y exhiba neuf tableaux. Ce sont des paysages pittoresques et animés de figures, des vues climatiques, des motifs agrestes et des marines dont les titres ont cette particularité, que Le Poittevin utilisera fréquemment, de révéler une localisation précise de l'endroit représenté : Moulin anglais situé sur le bord de la mer / Intérieur de cour, pris en Normandie / Intérieur d'écurie, pris dans une brasserie de Londres / Vue prise aux bords de la Tamise / Souvenir des bords de la Tamise / Une marine, Vue prise près de Calais (acquis par Alexandre Du Sommerard) / Un effet après la pluie, environs de Versailles / Vue d'un vieux pont de bois, prise en Normandie / Un sloop échoué, vue prise sur les côtes d'Angleterre, à la marée basse. Lors de ce Salon de 1831, sa marine Vue prise aux Bords de la Tamise, lui valut une médaille de 2e classe. Il s'illustre lors des Salons suivants puisqu'il obtient une mention honorable lors du Salon de 1833 et celui du Salon de 1834, tandis qu'en 1836, c'est l'exposition d'une autre marine, Pêcheurs normands, qui lui valut cette fois une médaille de 1re classe.
À partir de 1836, il expose au Salon de Bruxelles ; cette année-là, il présente trois tableaux : Un sauvetage de débris / Scène de pêcheurs normands, à marée basse / Défense d'une cote. Il reçut une médaille d'argent à l'issue de ce Salon. Cette reconnaissance par la Belgique le conduisit peut-être à orienter sa stratégie de carrière vers la Belgique puisque lors du Salon de Bruges de 1837, il y est référencé comme étant domicilié à Bruxelles. Étonnamment, en 1837, il apparaît dans la presse française comme membre de l'Académie des Beaux-arts de Bruxelles.
En France, du reste, la reconnaissance officielle lui vient rapidement ; elle se concrétise lors de son coup d'éclat au Salon de 1843 qui lui valut d'obtenir à 37 ans la croix de la Légion d'honneur.

### Les caricatures de 1830
Il fournit des planches lithographiques au journal La Caricature de Charles Philipon, et a lancé la mode, dans la lignée de Daumier et Ramelet, des Diableries de lithographies, recueils caricaturaux, comme Le Diable fecit ou Diabolico Foutromanie  (recueil de 12 planches), Charges et décharges diaboliques, L'Enfer en goguette, scènes burlesques et pornographiques qui sont immédiatement censurées puis condamnées à la destruction en 1845 pour atteinte aux bonnes mœurs.

### Estampe
Eugène Lepoittevin a produit des lithographies, inventant entre autres des scènes de diableries et d'opérettes à partir de 1832 qui connurent un certain succès. Par la suite, la mer et les bains de mer deviennent son sujet de prédilection (Salons de 1839 et 1840). Parmi ses éditeurs de planches, on compte Goupil & Cie. En 1858, il compose, chose rare, une lithographie en couleurs, intitulée Pêcheur ramenant sa prise.
- Charges et décharges diaboliques, 1907, album.

### Commandes pour Versailles

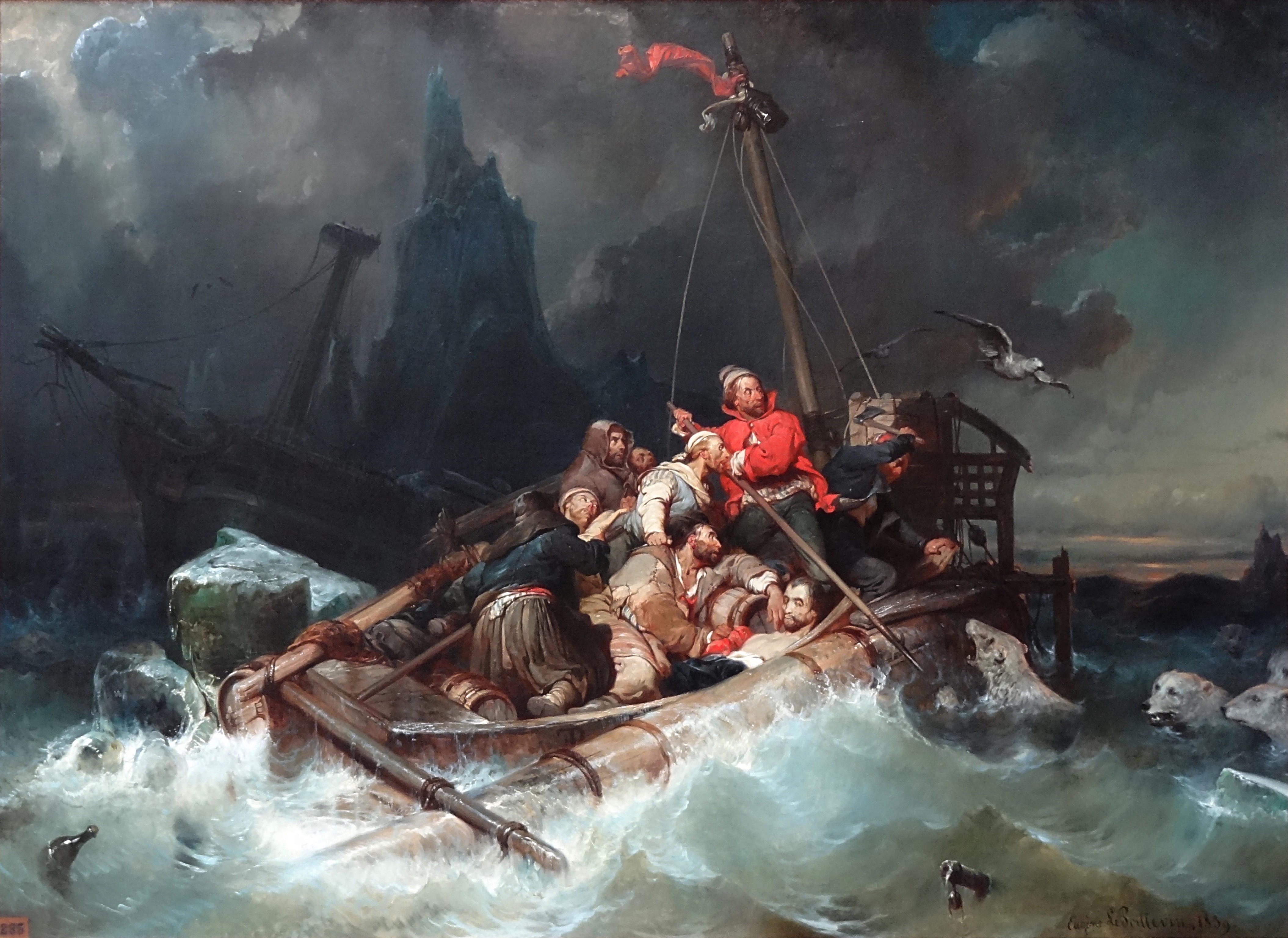
Les Naufragés (1839), Amiens, musée de Picardie.

En 1834, le gouvernement de Louis-Philippe lui commande pour le musée historique de Versailles le Combat de Wertingen du 8 octobre 1805, puis en 1835 la Bataille navale remportée devant l'île d'Embro, 1346.
Son œuvre L'Attaque des ours blanc est achetée par l'État et présentée au musée du Luxembourg.
En 1840, il voyage en Algérie et en revient malade. Il expose à son retour Gueux de mer, Vue des bords de la Tamise et Soleil couchant au salon de Rouen. Il reçoit commande pour le musée historique de Versailles de La Prise de Baruth le 17 mai 1109 et Déjeuner offert à la reine Victoria sous la tente au mont d'Orléans, en forêt d'Eu.

### Succès en Prusse et en Belgique
Il voyage et expose régulièrement à Berlin à partir de 1839, puis en Belgique. En 1841, il expose à Leipzig, Dresde. Il est promu dès lors par le marchand prussien Louis Sachse (de), un pionnier du marché de l'art .
Ses cours accueillent de nombreux élèves allemands à Paris. Il est membre des académies d'Anvers et de Berlin.
Il est nommé chevalier de la Légion d'honneur à Paris en 1843 et chevalier de l'ordre de Léopold à Bruxelles en 1845.
Il épouse Stéphanie Maillard (née en 1825) avec laquelle il a l'année suivante, en 1846, sa première fille Eugènie. Le changement de nom Le Poittevin est acté alors. En 1847 naît sa fille Marie.
En 1848, Le Poittevin est membre du comité chargé d'élaborer des projets d'organisation et de veiller aux intérêts de l'art et des artistes.
En 1849, il est nommé peintre officiel de la Marine.

### Les scènes de genre

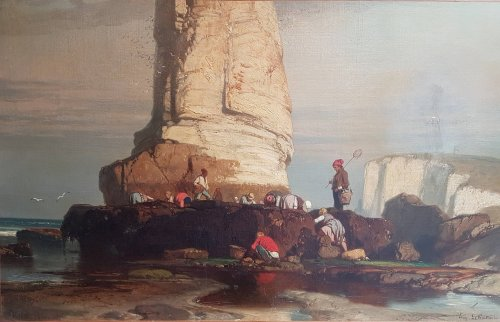
Vue de la base de l'aiguille à marée basse (1860), Fécamp, musée des Pêcheries.

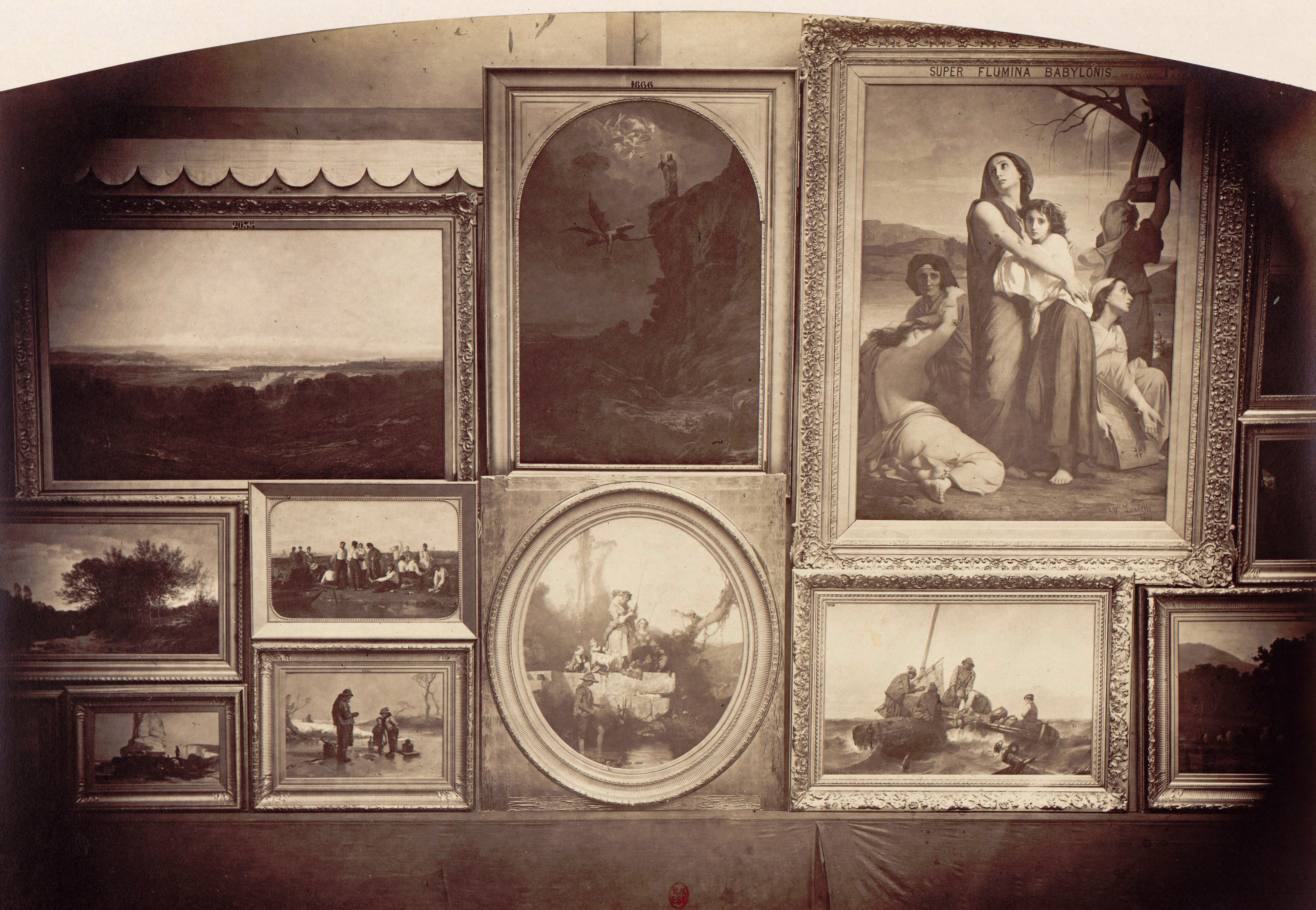
Salon de 1861, photographie de Pierre-Ambroise Richebourg, 3 tableaux de Poittevin accrochés en bas dont la Vue de la base de l'aiguille à marée basse à gauche.

Sa femme meurt en 1851. À cette époque, il se fait construire une villa, La Chaufferette, à Étretat, ainsi qu'un atelier sur le front de mer où il séjourne régulièrement. Le thème de la mer, des pêcheurs et de leurs familles, avec lesquels il entretient des relations cordiales devient central dans son œuvre (Vue de la base de l'aiguille à marée basse, 1860, Fécamp, musée des Pêcheries). Thèmes qu'il présente au Salon et qui sont lithographiés par Jean-Pierre-Marie Jazet pour Goupil et Cie (La Vie d'une caïque). Il peint les scènes de bains de mer, Les Bains de Mer à Étretat (musée des Beaux-Arts de Troyes). À l'Exposition universelle de 1867 à Paris, il envoie son tableau Bains de Mer, plage d'Étretat, acquis par Napoléon III pour le palais de l'Élysée. Son Naufrage dans les mers polaires est présenté à l'Exposition maritime du Havre en 1869.
Cette même année, il prête son atelier d'Étretat à Gustave Courbet qui vient y peindre sa fameuse Falaise d'aval après la pluie et sa série La Vague.
En parallèle, Le Poittevin qui ne manque pas d'humour peint des Cendrillons, le Petit Chaperon rouge ou une Suzanne et les vieillards (Saint-Pétersbourg, musée de l'Ermitage) où sont caricaturés deux amis de l'artiste en train de regarder une normande au bain.
En 1870, bien que gravement malade, il présente son dernier tableau au Salon, Vue des environs d'Étretat pendant la saison des bains. Il meurt chez sa fille Eugénie le 6 août 1870.
Sa seconde épouse Adèle Pironin, qu'il a épousé en 1861, meurt en 1872.
L'atelier de Le Poittevin, dont 144 peintures, des milliers de dessins et ses collections, est vendu à Paris à l'hôtel Drouot du 9 au 12 avril 1872.

### Style
Ses scènes de genre sont inspirées par celle d'Eugène Isabey, qui lui fait découvrir Étretat, et par la peinture hollandaise, qu'il a étudiée lors d'un séjour aux Pays-Bas. Il travaille régulièrement avec ses amis tels Hippolyte Bellangé, Émile-Henri Brunner-Lacoste, Charles Mozin.
Son goût pour le réalisme le rattache à la jeune école de 1830, tout en restant fidèle à la manière romantique de ses débuts alors peintre d'histoire pour Versailles et proche d'un Léon Cogniet.
Pour le critique Charles-Paul Landon, Le Poittevin est un peintre inégal de grand talent qui dans le Salon peut présenter des œuvres si différentes de qualité qu'il doit se tenir en garde contre lui-même. En 1839, le Journal des artistes souligne la facilité du talent de Le Poittevin, dont le peintre abuse, lequel présente au Salon chaque année de 12 à 15 tableaux. Au Salon de 1848, sa toile David Teniers conduisant Don Juan D'Autriche est reçue avec sévérité par le critique Louis Van Roy tant au niveau du dessin que de sa couleur jugée fausse, alors qu'il en note l'élégance et la distinction.

### L'hôtel Blanquet à Étretat
Précurseur, avec Eugène Isabey, des nombreux peintres paysagistes qui ont fréquenté Étretat au XIXe siècle, Eugène Lepoittevin est aussi l'auteur de la fameuse enseigne peinte en 1842 qui ornait la façade de l'hôtel Blanquet, où résidaient les artistes, dont Claude Monet. Cette enseigne est conservée au musée des Pêcheries à Fécamp.

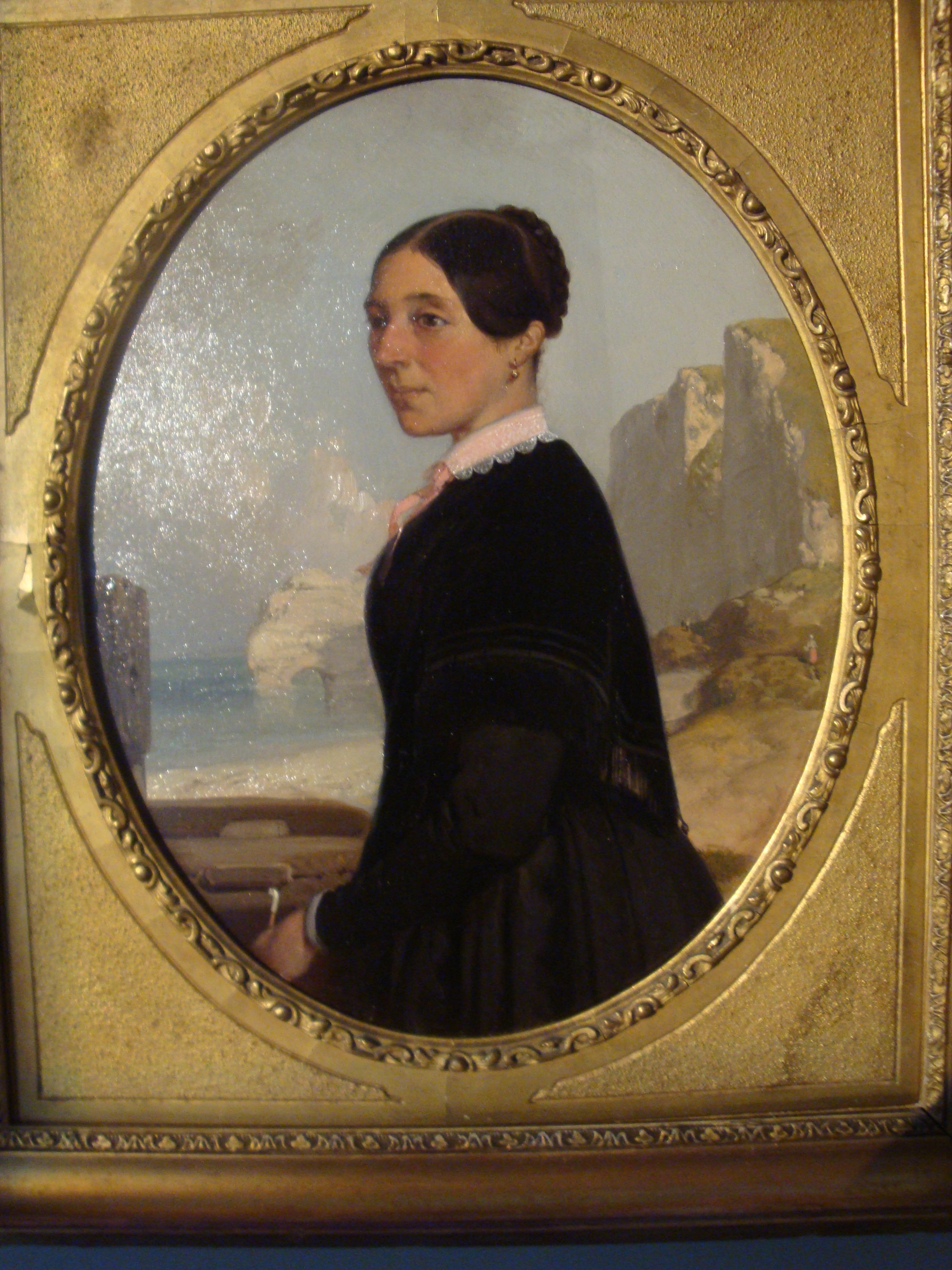
Portrait de Césaire Blanquet, Fécamp, musée des Pêcheries.
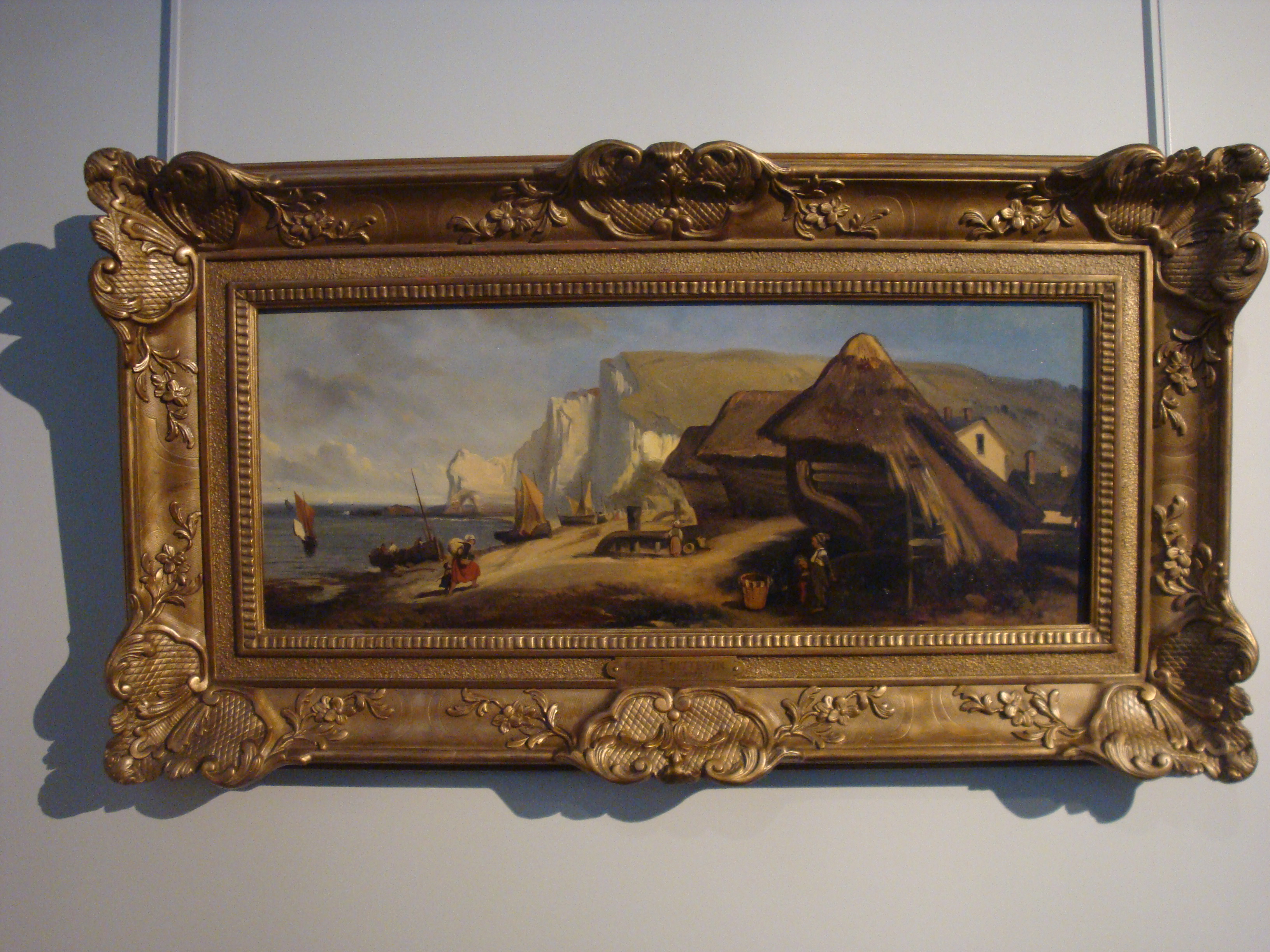
Vue de la falaise d'amont d'Étretat (1842), Fécamp, musée des Pêcheries.
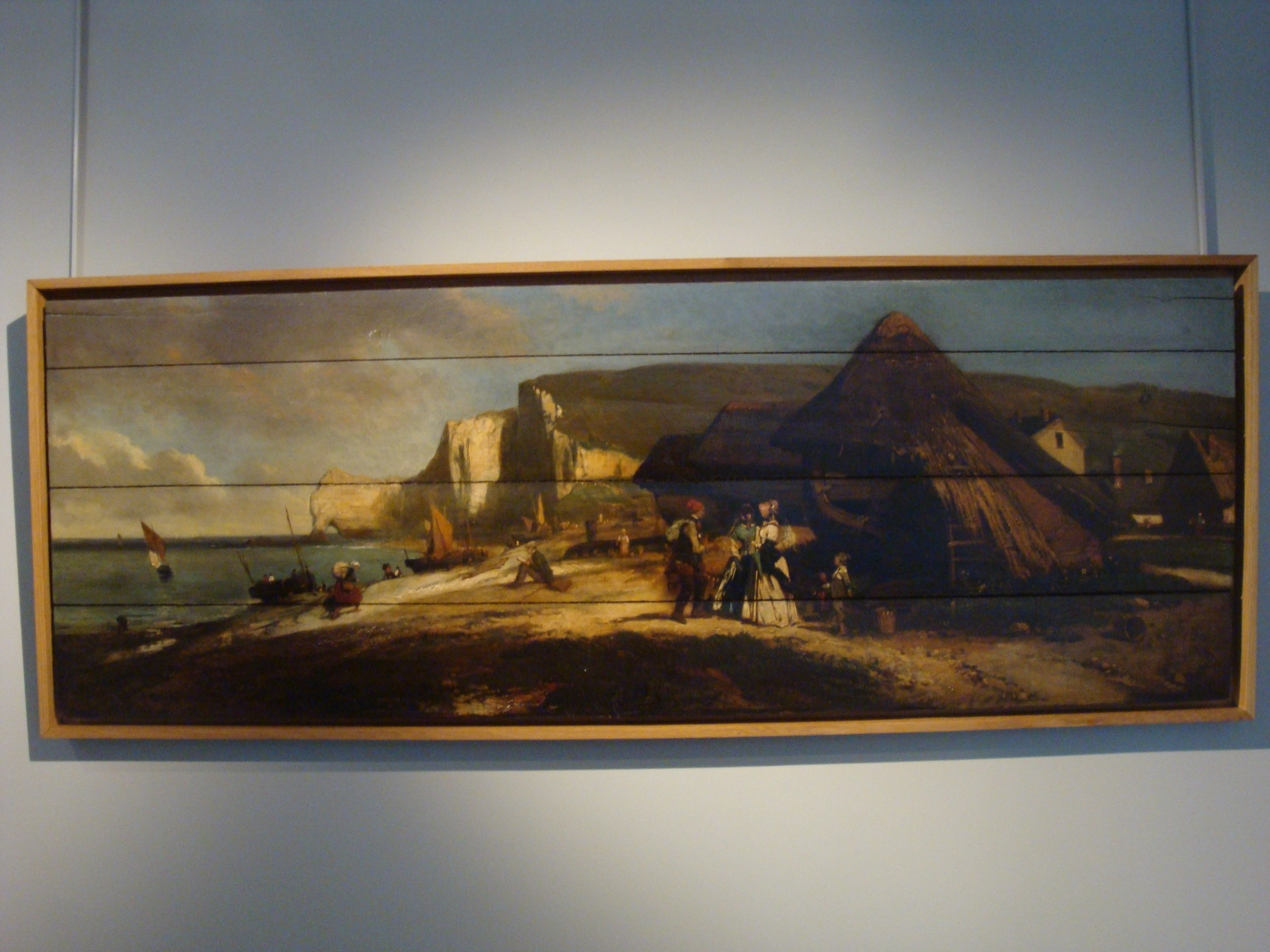
Enseigne de l'hôtel Blanquet (1806-1870), Fécamp, musée des Pêcheries.
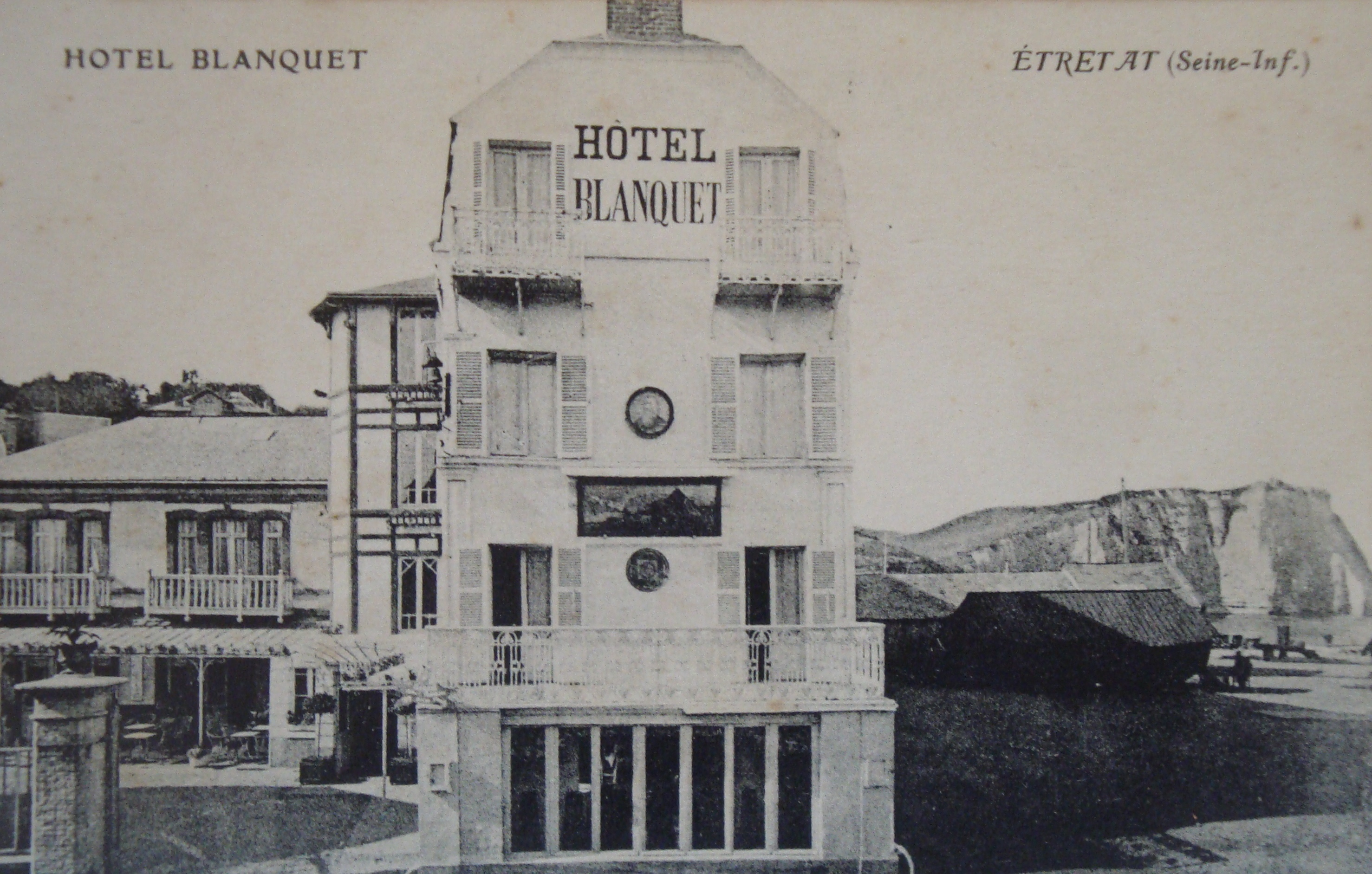
L'hôtel Blanquet à Étretat vers 1890 avec l'enseigne d'Eugène Lepoittevin sur sa façade. Carte postale (début du XXe siècle).

### Une toile retrouvée

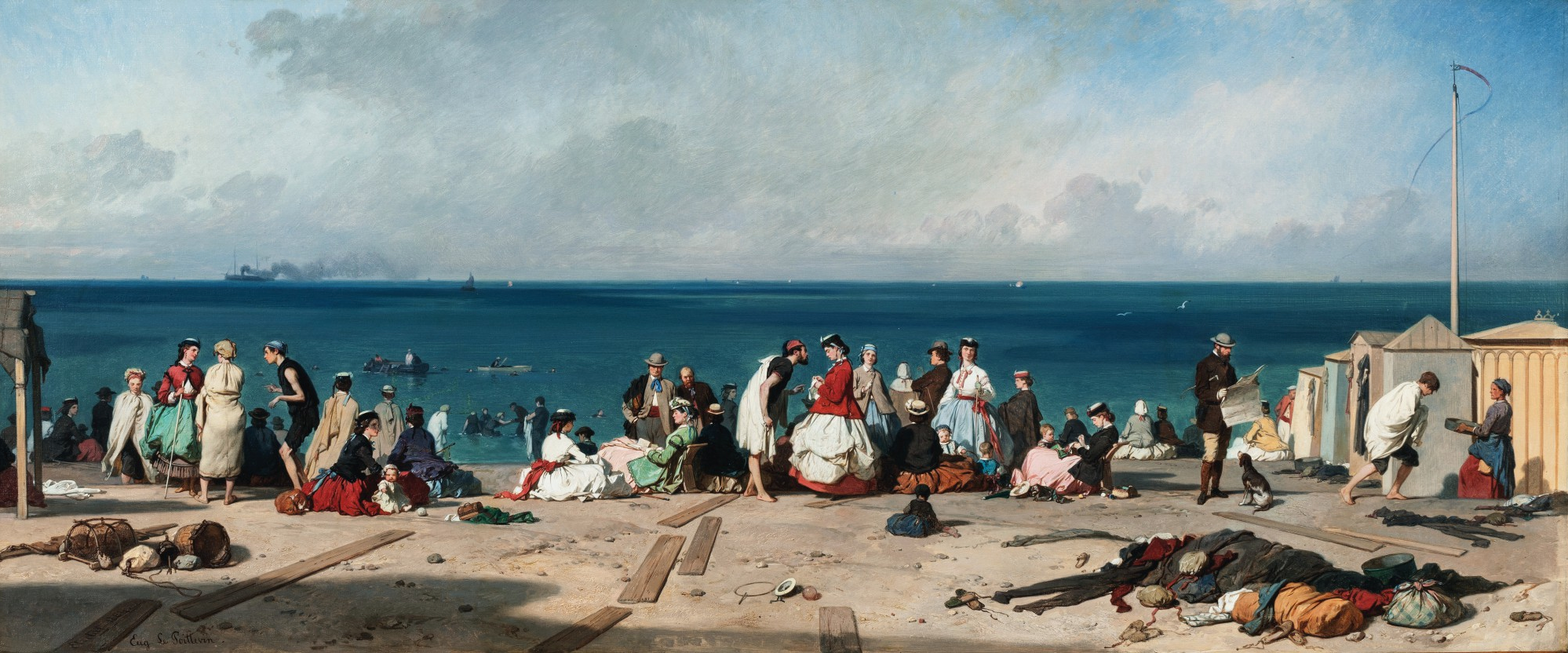
Eugène Le Poittevin, Les Bains de Mer, Plage d’Étretat, 63 × 149,4 cm, huile sur toile, 1864.

Acheté par Napoléon III, pour sa collection personnelle, le tableau Les Bains de Mer, Plage d'Étretat est considéré comme perdu depuis la chute de l'empereur en 1870. 150 ans après, il réapparait chez Sotheby's Paris, le 3 décembre 2020, où le tableau fait une enchère record pour l'artiste de 226 800 €.

## Œuvres et collections

### Peinture

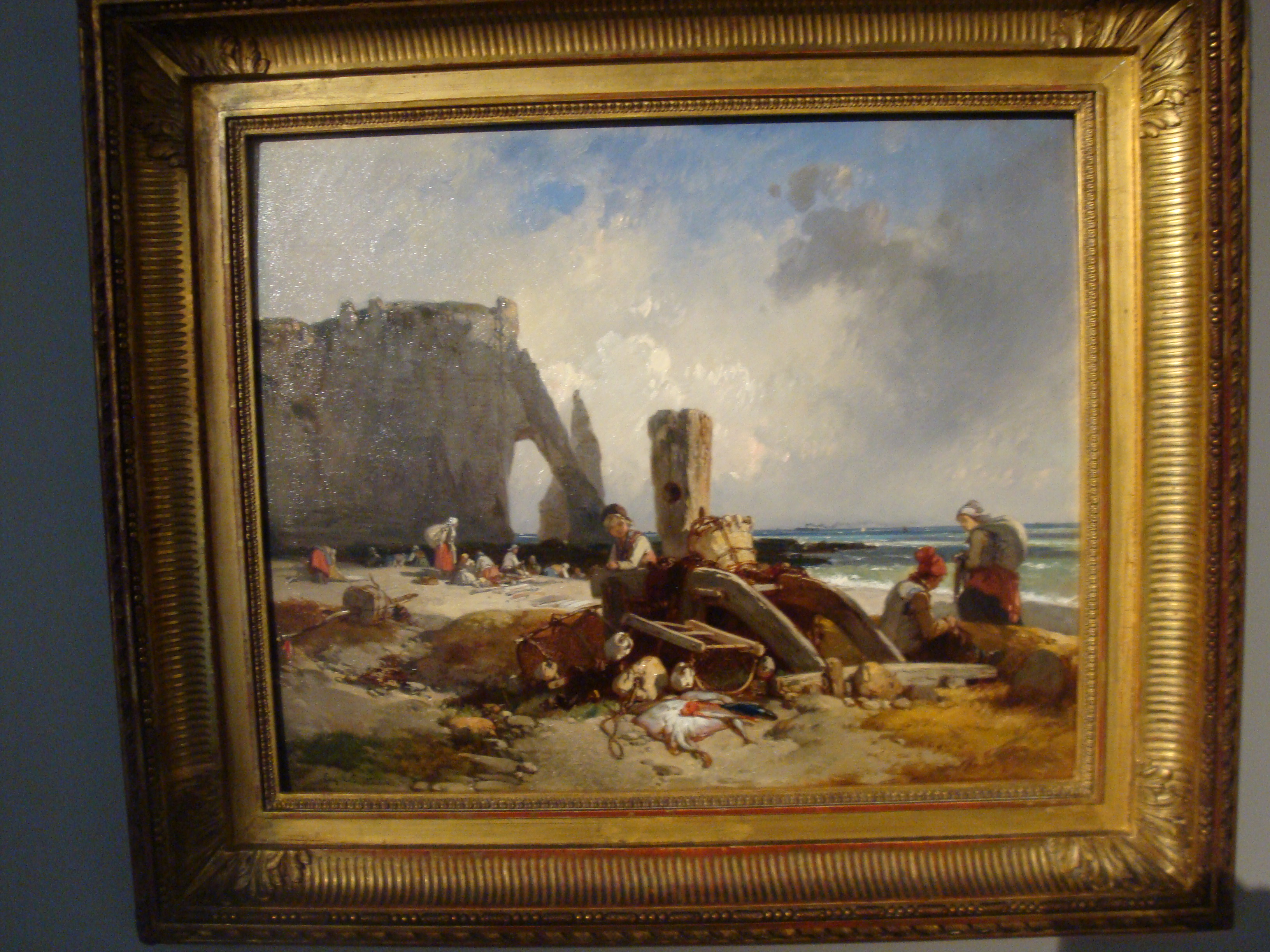
Pêcheurs à Étretat (vers 1840), Fécamp, musée des Pêcheries.

#### Musées français
- Amiens, musée de Picardie : 
  - Les Naufragés, Salon de 1839
  - Les Femmes franques, Salon de 1842
- Angers, musée des Beaux-arts : 
  - Les Casseurs de glace ; souvenir de Hollande, Salon de 1869
- Auch, musée des Jacobins :
  - Sarcleuses aux encirons d'Etreist, Salon de 1863, enregistré sous l'intitulé : « Sarcleuses de Normandie » (inv. FNAC FH 862-184)
- Arbois, musée Sarret de Grozon :
  - Un chimiste en herbe, non daté (inv. 189 ; 15)[24]
- Avignon, musée Calvet :
  - Le Rêve de Cendrillon, Salon de 1864
- Beauvais, musée départemental de l'Oise :
  - Hivernage d'un équipage de marins hollandais sur la côte orientale de la Nouvelle-Zemble, Salon de 1840
  - Le repos au bord du fleuve, non daté
- Béziers, musée des Beaux-arts :
  - Sauvetage d’épaves, souvenir de Hollande, Salon de 1867
- Brest, musée des Beaux-arts :
  - Darsie sauvé et enlevé par Redgauntlet [d'après Walter Scott], Salon de 1839
  - La Rentrée des pêcheurs, dit aussi Le Retour des pêcheurs, Salon de 1835
- Caen, musée des Beaux-arts :
  - Une plage normande, soir d'été, huile sur papier marouflé sur toile
- Cambrai, musée des Beaux-arts :
  - Les Plaisirs d'été (Salon de 1861)
  - La Pêche
- Dieppe, musée municipal :
  - Une Marée basse ; une prise en Bretagne, Salon de 1833 (inv. 6215)[25]
  - Episode d'une guerre anglo-hollandaise (inv. 977.3.1 ; 5032 (MD))
  - une « marine »
- Dijon, musée Magnin :
  - Pêcheurs et pêcheuses conversant, 1831 (inv. 1938 DF 629)[26]
- Épinal, Musée départementale d'art ancien et contemporain :
  - Festival au château, Salon de 1868 (Inv. FNAC FH 868-228)
- Fécamp, musée des Pêcheries :
  - Vue de la falaise d'amont d'Étretat, étude pour l'enseigne de l'hôtel Blanquet, 1842, huile sur papier marouflé,
  - Enseigne de l'hôtel Blanquet, 1842, huile sur bois
  - Pêcheurs à Étretat, vers 1840
  - Le Lever du filet, non daté
  - La Chasse aux guillemots, non daté
  - Vue de la base de l'aiguille à marée basse, 1860
  - Pêcheurs de rocaille au pied de l'aiguille d'Étretat, Salon de 1861
  - Portrait de Madame Césaire Blanquet, Salon de 1846 ; présenté sous l'intitulé : Portrait de Mme B.
  - Famille de pêcheurs devant une caloge, vers 1852, huile sur toile à vue ovale
- Flers, musée du château de Flers :
  - Chevaux de halage, 1860
  - Les Dindons, 1853
- Laval, musée des Beaux-arts :
  - Gardeuse de dindons, non daté
- La Rochelle, musée des Beaux-arts :
  - Pilotes hollandais, 1859
- Marseille, musée des Beaux-arts :
  - Le fort de l'œuf, non daté
- Nantes, musée d'arts
  - Scène de sauvetage, 1833 (Salon de 1834) (inv. 1074)
- Orléans, musée des Beaux-arts :
  - Intérieur de cour, pris en Normandie, 1830, Salon de 1831, huile sur toile, 65 x 81 cm[27]
- Paris, Cnap :
  - Vue des environs d’Étretat pendant la saison des bains, Salon de 1870 (Inv. FNAC PFH-9651)
- Paris, École nationale supérieure des Beaux-arts (ENSBA) :
  - Mercure endort et tue Argus, 1828 (inv. Esq p ph 7)
  - Télémaque et les bergers, 1829 (inv. Esq p ph 8)
- Paris, musée du Louvre, département des peintures :
  - Famille de paysans au bord de l'eau (inv. RF 2002 17)[28]
- Paris, Palais-Royal, Conseil d'État :
  - une « marine », 1852-1853 (Inv. FNAC PFH-3858)
- Rouen, musée des Beaux-arts :
  - Les amis de la ferme, Salon de 1852 (inv. 1851.5)[29]
  - Backuysen offrant sa bourse à des marins pour s'embarquer par un gros temps, Salon de 1848
  - Sancho remettant à Dulcinée le message de Don Quichotte, dit aussi Sancho et son âne, Salon de 1847
- Saint-Vaast-la-Hougue, musée maritime de l'Île Tatihou :
  - Pêcheur hâlant un bateau à terre, vue prise à Port-en-Bessin, dit aussi La Grève de Port-en-Bessin, 1832 (Salon de 1833)
  - Scène familiale au bord de la mer, 1846
  - Marins allumant les feux à l'entrée d'un port, 1862
- Saumur, musée château :
  - Le religieux du Cap, scène de naufrage
- Soissons, musée municipal :
  - Écurie, 1831 (inv. 93.7.2557 ; 2727)
- Tarbes, musée Massey :
  - L'hiver en Hollande, Salon de 1855 (inv. FNAC PFH-1714)
- Troyes, musée Saint-Loup :
  - Bains de mer d’Etretat, Salon de 1866 (inv. 898.2.3)[30]
- Versailles, château, musée de l'Histoire de France :
  - Combat de Wertingen, 8 octobre 1805, Salon de 1836
  - Bataille navale d'Embro, gagnée par les chevaliers de Rhodes sur les Turcs, Salon de 1842 (inv. MV 408)[31]
  - Prise de Baruth [Beyrouth], Salon de 1845 (inv. MV 371)[32]
  - Déjeuner offert à la reine Victoria sous la tente au Mont d'Orléans, en forêt d'Eu, 4 septembre 1843, 2 heures de l'après-midi, 1844  (inv. MV 6117)[33]
- Versailles, musée Lambinet :
  - Portrait d'homme en buste (inv. 98.15.2)[34]
- Vizille, musée de la Révolution française : Épisode de 1793, ou M. Duval, représentant du Peuple, et le général Doutremont, inspectant les travaux de défense des côtes de Normandie, 1838.

#### Musées étrangers
- Amsterdam, Rijksmuseum :
  - Jeune berger, non daté
- Hambourg, Hamburger Kunsthalle
  - Baptême d'un bateau, non daté
- Leipzig, Museum der bildenden Künste :
  - Pêcheur sauvant une épave, non daté
- Bruxelles, Musées royaux des Beaux-arts de Belgique :
  - Naufrage sur les côtes d'Afrique, Salon des Beaux-arts d'Anvers de 1837 (Inv. 290)[35]
- Liège, musée des Beaux-arts :
  - un Paysage, non daté
- Munich, Alte Pinakothek :
  - Adrien Brouwer peignant une enseigne d'auberge, non daté
- Naples, Palais des Arts de Naples :
  - La grotte d'Azur dans l'île de Capri, Salon de 1842
- Oxford, Asmholean Museum :
  - "A monk, kneeling in prayer in profile to right", non daté
- Saint-Pétersbourg, musée de l'Ermitage :
  - Suzanne au bain, vers 1860
  - Bord de mer, 1836

#### Collections privées et localisations non identifiées
- Les Sonneurs, mettant en scène dans une église plusieurs sonneurs de cloches ivres et endormis parmi des bouteilles[36].
- Les Bains de mer, plage d'Étretat, 1864, huile sur toile, collection privée[37].

## Distinctions
- Chevalier de la Légion d'honneur (décret du 6 juin 1843)
- Chevalier de l'ordre de Léopold (1er décembre 1845)[38].

## Élèves
- Charles Bouchez (1811-1881)
- Alexandre Casati (1806-1846)
- Hermann Maurice Cossmann (1821-1890)
- Constantin Cretius (1814-1901)
- William P. W. Dana (d) (1833-1927 ?)
- Philipp Hermann Eichens (1813-1886)
- Fanny Gilbert (1815-1894)
- Ludwig Hermann (1812-1881)
- Hermann Kramer (1808-après 1866)
- François Joseph Tronville (1817-1878)